# أرتور ميراندا
أرتور ميراندا (بالإسبانية: Arturo Miranda) (و. 1971  م) هو غطاس من كوبا، وكندا، ولد في هافانا، شارك في الألعاب الأولمبية الصيفية 2008، والألعاب الأولمبية الصيفية 2000.

## روابط خارجية
- أرتور ميراندا على موقع الاتحاد الدولي للسباحة (الإنجليزية)
- أرتور ميراندا على موقع اللجنة الأولمبية الدولية (الإنجليزية)
- أرتور ميراندا على موقع أوليمبيديا (الإنجليزية)
- أرتور ميراندا على موقع اللجنة الأولمبية الكندية (الإنجليزية)
- أرتور ميراندا على موقع دورة ألعاب الكومنولث 2006 (مؤرشف) (الإنجليزية)